# Звягінцев Андрій Петрович
Андрій Петрович Звягінцев (6 лютого 1964) — російський кінорежисер, актор, сценарист.

## Біографія
Народився в Новосибірську. Там же, в 1984 році закінчив акторський факультет Новосибірського театрального училища (майстерня Л. Білова). Надалі переїхав до Москви, де в 1990 році закінчив акторський факультет Державного інституту театрального мистецтва (рос. ГИТИС), майстерня Євгена Лазарева.
Брав участь у театральних постановках: «Гра в класики» (1993), «Місяць у селі» (1997), знімався в епізодах кіно. 2000 року дебютував як режисер.
Найбільшу популярність здобув після виходу фільму «Повернення» (2003), за який отримав дві кінопремії «Ніка», двох «Золотих левів» (як найкращий фільм і за найкращий режисерський дебют), двох «Золотих орлів».
Був одружений з актрисою Іриною Гриньовою. Прожили разом 6 років, після чого розійшлися.

## Громадська діяльність
У березні 2014 року разом з понад 200 іншими російськими кінематографістами Звягінцев підписався під зверненням до українських колег зі словами підтримки і запевненнями, що вони не вірять офіційній пропаганді Кремля, яку поширюють провладні ЗМІ, та проти російської військової інтервенції в Україну.
У серпні 2015 року висловився на підтримку українського режисера Олега Сенцова, незаконно засудженого у Росії. На його думку, у справі Сенцова немає прямих доказів його провини.
В 2022 році публічно засудив повномасштабне російське вторгнення в Україну, розкритикував колег у сфері мистецтва, які не коментують події в Україні. Після цього Звягінцев виїхав з Росії. Живе у Франції.

## Фільмографія

### Режисер
1. 2000 — телесеріал «Чорна кімната» (три новели — «Бусідо», «OBSCURE» та «Вибір»)
2. 2003 — «Повернення»
3. 2007 — «Вигнання»
4. 2008 — «Апокриф», короткометражний, спочатку — частина кіноальманаху «Нью-Йорку, я люблю тебе»
5. 2011 — «Таємниця», короткометражний, частина кіноальманаху «Експеримент 5IVE»
6. 2011 — «Олена»
7. 2014 — «Левіафан»
8. 2017 — «Нелюбов»

## Нагороди
- 2003: премія «Золотий лев» на Венеційському кінофестивалі за фільм «Повернення».
- 2015: премія «Золотий глобус» за фільм «Левіафан» у категорії «Найкращий фільм іноземною мовою». Став першим в історії російського кіно фільмом, що був удостоєний цієї премії.
- 2017: Приз журі 70-го Каннського кінофестивалю за фільм «Нелюбов».